# Ivo Mammini
Ivo Mammini (La Plata, 15 aprile 2003) è un calciatore argentino, attaccante del Gimnasia (LP).

## Caratteristiche tecniche
È un centravanti.

## Carriera
Mammini è cresciuto nel settore giovanile del Gimnasia (LP), dove ha debuttato il 26 febbraio 2020 nell'incontro di Copa Argentina vinto 2-0 contro lo Sp. Barracas. Il 19 giugno ha firmato il suo primo contratto professionistico con il club biancoblu.
Ha segnato il suo primo gol il 25 aprile 2023 nell'incontro di Superliga vinto 4-2 contro l'Argentinos Juniors.

## Statistiche

### Presenze e reti nei club
Statistiche aggiornate al 2 aprile 2024.
| Stagione        | Squadra         | Campionato      | Campionato | Campionato | Coppe nazionali | Coppe nazionali | Coppe nazionali | Coppe continentali | Coppe continentali | Coppe continentali | Altre coppe | Altre coppe | Altre coppe | Totale | Totale | Totale |
| Stagione        | Squadra         | Comp            | Pres       | Reti       | Comp            | Pres            | Reti            | Comp               | Pres               | Reti               | Comp        | Pres        | Reti        | Pres   | Reti   |        |
| --------------- | --------------- | --------------- | ---------- | ---------- | --------------- | --------------- | --------------- | ------------------ | ------------------ | ------------------ | ----------- | ----------- | ----------- | ------ | ------ | ------ |
| 2019-2020       | Gimnasia (LP)   | PD              | 0          | 0          | CA+CdL          | 1+1             | 0               |                    | -                  | -                  |             | -           | -           | 2      | 0      |        |
| 2021            | Gimnasia (LP)   | PD              | 0          | 0          | CA+CdL          | 0+1             | 0               |                    | -                  | -                  |             | -           | -           | 1      | 0      |        |
| 2022            | Gimnasia (LP)   | PD              | 0          | 0          | CA+CdL          | 0               | 0               |                    | -                  | -                  |             | -           | -           | 0      | 0      |        |
| 2023            | Gimnasia (LP)   | PD              | 17         | 2          | CA+CdL          | 0+6             | 1               | CS                 | 4                  | 0                  |             | -           | -           | 27     | 3      |        |
| 2024            | Gimnasia (LP)   | PD              | 0          | 0          | CA+CdL          | 1+11            | 1+1             |                    | -                  | -                  |             | -           | -           | 12     | 2      |        |
| Totale carriera | Totale carriera | Totale carriera | 17         | 2          |                 | 21              | 3               |                    | 4                  | 0                  |             | -           | -           | 42     | 5      |        |